# Owens Corning
Owens Corning este o companie americană producătoare de fibră optică și alte produse similare.
A fost înființată în anul 1935 printr-un parteneriat între companiile Corning Glass Works și Owens-Illinois.
În anul 2005, compania a înregistrat vânzări de 6,3 miliarde de dolari.